# Новаля
Новаля (хорв. Novalja) — город в Хорватии в Лицко-Сеньской жупании, расположенный на острове Паг. Население — 2 078 человека (2001). Новалья, наряду с Пагом, один из двух городов острова. Новаля расположена в северной части острова, на западном побережье. Город связан с материком автомобильной дорогой, проходящей через весь остров. В местечке Жиглен недалеко от Новали работает паромная переправа Призна—Жиглен.
В последнее время город приобрёл известность как место клубного и дискотечного отдыха — знаменитый пляж Зрчэ (хорв. Zrće).

## История
Новаля один из старейших населённых пунктов острова, в XI веке король Петар Крешимир IV передал город диоцезу Раба. В XII—XIV веках Новаля, как и всё далматинское побережье, была предметом ожесточённых споров между Венецией и Венгерско-хорватским королевством. С XV века до наполеоновских войн город принадлежал Венеции, затем Австрии, Югославии и наконец с 1991 года в составе независимой Хорватии.

## Население
Динамика и состав населения Новальи приведены в таблице:
| Год  | Хорваты | Сербы | Югославы | Остальные | Всего |
| ---- | ------- | ----- | -------- | --------- | ----- |
| 1971 | 1820    | 1     | —        | 13        | 1834  |
| 1981 | 1725    | 15    | 22       | 23        | 1785  |
| 1991 | 1801    | 9     | 1        | 101       | 1912  |
| 2011 | 3523    | 22    | н. д.    | н. д.     | 3663  |